# Amilcare Tronca
Amilcare Tronca (Vicenza, 25 april 1972- 27 juli 1999) was een Italiaanse wielrenner. Hij  begon zijn carrière in 1996. 
Op 27 juli 1999 overleed Tronca in het ziekenhuis aan zijn verwondingen die hij een dag daarvoor had opgelopen nadat hij werd geschept door een vrachtwagen toen hij aan het trainen was. Amilcare behaalde 1 zege in zijn carrière.

## Overwinningen
1996
- GP Lugano

## Resultaten in voornaamste wedstrijden
| Jaar | Ronde van Italië | Ronde van Frankrijk | Ronde van Spanje |
| ---- | ---------------- | ------------------- | ---------------- |
| 1996 | 39e              |                     |                  |
| 1997 |                  |                     | 61e              |
| 1998 | 33e              |                     |                  |
| 1999 | 32e              |                     |                  |

| Jaar | Amstel Gold Race | Luik-Bast.‑Luik |
| ---- | ---------------- | --------------- |
| 1996 |                  |                 |
| 1997 | 72e              | 112e            |
| 1998 | 72e              |                 |
| 1999 |                  |                 |

Baffi · Baldo · Canzonieri · Cattai · Colombo · Finco · Hontsjenkov · Leoni · Loda · Oegroemov · A. Ongarato · R. Ongarato · Tosatto · Tronca · Grisjkin (stagiair) · Smirnov (stagiair) 